# Список типографских кеглей

В данном списке представлены кегли шрифтов, используемые наиболее часто и имеющие собственные устоявшиеся названия.

## Бриллиант
Бриллиа́нт (от фр. brillant — блестящий) — типографский шрифт, кегль (размер) которого равен 3 пунктам. Самый мелкий из шрифтов. Употребляется крайне редко, в основном, для печати супериндексов (индекс индекса) в формулах. Пример шрифта бриллиант.
Название кегля на разных языках
| Русский   | Немецкий       | Французский | Голландский | Итальянский | Испанский |
| --------- | -------------- | ----------- | ----------- | ----------- | --------- |
| Бриллиант | Semionpareille | Diamant     | Microscop   | Diamante    | Diamante  |

Размеры кегля Бриллиант в разных типографских системах:
| Система                                | Кегль метрический (в пунктах) | Размер в мм | Кегль системы |
| -------------------------------------- | ----------------------------- | ----------- | ------------- |
| Немецко-французская нормальная система | 3                             | 1,128       | 3             |
| Система Фурнье                         | ""                            | ""          | ""            |
| Немецкая (Лейпцигская) система         | 2,88                          | ""          | 1,5           |
| Английская система Уильяма Каслона     | 3,95                          | ""          | 204           |
| Англо-американская пунктовая система   | 1,4                           | 3,75        | 4             |

## Диамант
Диама́нт (полупетит) (от нем. diamant — алмаз) — очень мелкий типографский шрифт, кегль (размер) которого равен 4 пунктам (~1,41 мм в системе Pica; ~1,5 мм в системе Дидо).
Этот кегль применяется довольно редко (лишь в специальных видах изданий или для заголовков). Пример шрифта диамант.
Изначально под названием диамант был известен шрифт размером 3 пункта, отлитый из серебра, которым были в 1855 году напечатаны «Басни» И. А. Крылова. Это была самая маленькая книга, отпечатанная в дореволюционной России. Позднее трёхпунктовый шрифт стали называть бриллиант, а диамантом стал шрифт величиной 4 пункта.
Размеры кегля Диамант в разных типографских системах:
| Система                                | Кегль метрический (в пунктах) | Размер в мм | Кегль системы |
| -------------------------------------- | ----------------------------- | ----------- | ------------- |
| Немецко-французская нормальная система | 4                             | 1,504       | 4             |
| Система Фурнье                         | ""                            | ""          | ""            |
| Немецкая (Лейпцигская) система         | 3,85                          | ""          | 2             |
| Английская система Уильяма Каслона     | 4,55                          | ""          | 178           |
| Англо-американская пунктовая система   | 4,22                          | 1,58        | 4,5           |

## Перл
Перл (перль, жемчуг) (от фр. perle — жемчужина) — типографский шрифт, кегль (размер) которого равен 5 пунктам (~ 1,88 мм). Этот кегль применяется довольно редко (лишь в специальных видах изданий или для заголовков). Пример шрифта Перл.
Название сложилось исторически и сейчас практически не употребляется в типографском производстве. Употребляется чаще всего просто номер кегля.
Впервые шрифт такого размера использовался в 1627 году французским печатником Жан Жанноном из города Седан.
Название кегля на разных языках
| Русский | Немецкий | Французский | Голландский | Итальянский             | Испанский  |
| ------- | -------- | ----------- | ----------- | ----------------------- | ---------- |
| Перл    | Perl     | Parisienne  | Parel       | Parigina (Parmigianina) | Parisienne |

Размеры кегля Перл в разных типографских системах:
| Система                                | Кегль метрический (в пунктах) | Размер в мм | Кегль системы |
| -------------------------------------- | ----------------------------- | ----------- | ------------- |
| Немецко-французская нормальная система | 5                             | 1,88        | 5             |
| Система Фурнье                         | 4,6                           | ""          | 5             |
| Немецкая (Лейпцигская) система         | 4,8                           | ""          | 2,5           |
| Английская система Уильяма Каслона     | 4,9                           | ""          | 166           |
| Англо-американская пунктовая система   | 4,69                          | 1,75        | 5             |

## Агат
Ага́т (agate, ruby) — типографский шрифт, кегль которого равен 5,5 пунктам. Употребляется крайне редко, преимущественно в США. Также используется для уточнения чтения иероглифов в китайском и японском языке. Пример шрифта агат.
Строка, набранная кеглем агат и равная ширине стандартной колонки печатного издания (agate line), в течение долгого времени служила единицей для расчёта стоимости рекламной площади.
В этом примере используется фуригана, которая расположена поверх кандзи в названии города Токио (東京).
| とう | きょう |
| 東   | 京     |

| トウ | キョウ |
| 東   | 京     |

| tō | kyō |
| 東 | 京  |

Примечание: В данном примере шрифт увеличен, чтобы показать детали.
В этом примере используются название города Пекин (北京)
| ㄅㄟˇ | ㄐㄧㄥ |
| 北    | 京     |

| běi | jīng |
| 北  | 京   |

Примечание: В данном примере шрифт увеличен, чтобы показать детали.

## Нонпарель
Нонпаре́ль (1/8 квадрата; от фр. nonpareil — несравненный, бесподобный) — типографский шрифт, кегль которого равен 6 пунктам. Применяют в изданиях, не предназначенных для сплошного чтения: справочная литература, подписи под рисунками, библиография, небольшие тексты справочного характера, таблицы. Пример шрифта нонпарель.
Название кегля на разных языках
| Русский   | Немецкий    | Французский | Голландский | Итальянский | Испанский   |
| --------- | ----------- | ----------- | ----------- | ----------- | ----------- |
| Нонпарель | Nonpareille | Nonpareille | Nonparel    | Nompariglia | Nompareille |

Размеры кегля Нонпарель в разных типографских системах:
| Система                                | Кегль метрический (в пунктах) | Размер в мм | Кегль системы |
| -------------------------------------- | ----------------------------- | ----------- | ------------- |
| Немецко-французская нормальная система | 6                             | 2,256       | 6             |
| Система Фурнье                         | 5,55                          | ""          | 6             |
| Немецкая (Лейпцигская) система         | 5,75                          | ""          | 3             |
| Английская система Уильяма Каслона     | 5,62                          | ""          | 144           |
| Англо-американская пунктовая система   | 5,62                          | 2,1         | 6             |

## Миньон
Миньо́н (моньон, колонель) (от фр. mignon — милый, прелестный, крошечный) — типографский шрифт, кегль которого равен 7 пунктам. Применяют в энциклопедических изданиях, карманных справочниках, словарях. Изредка в объявлениях и небольших заметках в газетах. Пример шрифта миньон.
Название кегля на разных языках
| Русский          | Немецкий | Французский | Голландский | Итальянский | Испанский |
| ---------------- | -------- | ----------- | ----------- | ----------- | --------- |
| Колонель, Миньон | Kolonel  | Mignonne    | Colonel     | Mignona     | Miñona    |

Размеры кегля Миньон в разных типографских системах:
| Система                                | Кегль метрический (в пунктах) | Размер в мм | Кегль системы |
| -------------------------------------- | ----------------------------- | ----------- | ------------- |
| Немецко-французская нормальная система | 7                             | 2,632       | 7             |
| Система Фурнье                         | 6,45                          | ""          | 6             |
| Немецкая (Лейпцигская) система         | 6,75                          | ""          | 3,5           |
| Английская система Уильяма Каслона     | 6,62                          | ""          | 122           |
| Англо-американская пунктовая система   | 6,56                          | 2,46        | 7             |

## Петит
Пети́т (1/6 квадрата) (от фр. petit — маленький) — типографский шрифт, кегль которого равен 8 пунктам. Один из наиболее распространённых шрифтов. Широко применяется при наборе основного текста справочно-энциклопедических изданий, газет, журналов. В изданиях с более крупным шрифтом петит используется для набора подрисуночных подписей, сносок, аннотаций, таблиц, формул. Пример шрифта петит.
В нетерминологическом употреблении — шрифт заметно меньшего кегля, нежели шрифт основного текста; одно из средств выделения текста (наряду с курсивом, жирным шрифтом, подчёркиванием, разрядкой и др.).
Название кегля на разных языках
| Русский | Немецкий       | Французский | Голландский | Итальянский | Испанский |
| ------- | -------------- | ----------- | ----------- | ----------- | --------- |
| Петит   | Petit, Jungfer | Gaillarde   | Galjard     | TTestino    | Gallarda  |

Размеры кегля Петит в разных типографских системах:
| Система                                | Кегль метрический (в пунктах) | Размер в мм | Кегль системы |
| -------------------------------------- | ----------------------------- | ----------- | ------------- |
| Немецко-французская нормальная система | 8                             | 3,008       | 8             |
| Система Фурнье                         | 7,4                           | ""          | 8             |
| Немецкая (Лейпцигская) система         | 7,65                          | ""          | 4             |
| Английская система Уильяма Каслона     | 7,3                           | ""          | 111           |
| Англо-американская пунктовая система   | 7,5                           | 2,81        | 8             |

## Боргес
Бо́ргес (от итал. borghese — городской) — типографский шрифт, кегль которого равен 9 пунктам (примерно 3,38 мм). Применяется главным образом для набора газетного текста. С 1970-х годов применяется также и для книжного набора. Рекомендуется для применения в изданиях, где длина строки (колонки) не превышает 5 квадратов. Пример шрифта боргес.
Название кегля на разных языках
| Русский | Немецкий | Французский   | Голландский | Итальянский           | Испанский |
| ------- | -------- | ------------- | ----------- | --------------------- | --------- |
| Боргес  | Borgis   | Petit-Romaine | Garamond    | Galiarda (Garmoncino) | Breviario |

Размеры кегля Боргес в разных типографских системах:
| Система                                | Кегль метрический (в пунктах) | Размер в мм | Кегль системы |
| -------------------------------------- | ----------------------------- | ----------- | ------------- |
| Немецко-французская нормальная система | 9                             | 3,384       | 9             |
| Система Фурнье                         | 8,3                           | ""          | 9             |
| Немецкая (Лейпцигская) система         | 8,6                           | ""          | 4,5           |
| Английская система Уильяма Каслона     | 7,9                           | ""          | 102           |
| Англо-американская пунктовая система   | 8,44                          | 9,16        | 9             |

## Корпус
Ко́рпус (от итал. corpus juris civilis) — типографский шрифт, кегль которого равен 10 пунктам. Впервые этот кегль был использован при печати Corpus iuris civilis Юстиниана. Наиболее часто применяется для набора текстов книг. Пример шрифта корпус.
Название кегля на разных языках
| Русский | Немецкий         | Французский | Голландский  | Итальянский | Испанский |
| ------- | ---------------- | ----------- | ------------ | ----------- | --------- |
| Корпус  | Korpus (Garmond) | Philosophie | Dessendiaana | Garamon     | Entredos  |

Размеры кегля Корпус в разных типографских системах:
| Система                                | Кегль метрический (в пунктах) | Размер в мм | Кегль системы |
| -------------------------------------- | ----------------------------- | ----------- | ------------- |
| Немецко-французская нормальная система | 10                            | 3,760       | 10            |
| Система Фурнье                         | 9,25                          | ""          | 10            |
| Немецкая (Лейпцигская) система         | 9,6                           | ""          | 5             |
| Английская система Уильяма Каслона     | 9,1                           | ""          | 89            |
| Англо-американская пунктовая система   | 9,38                          | 3,51        | 10            |

## Цицеро
Ци́церо (¼ квадрата, pica) — типографский шрифт, кегль которого равен 12 пунктам (4,2333… мм). Пример шрифта цицеро.
Кегль получил название от первого издания Цицерона («Об обязанностях»), напечатанного Петером Шёффером в 1465 году. Шрифт этой книги был подобного размера.
В России (примерно до 1917 года) цицеро равнялся 11 пунктам Дидо (см. также: Дидо, Франсуа Амбруаз). Кегль в 12 метрических пунктов назывался «гробе-цицеро».
Название кегля на разных языках:
| Русский              | Немецкий | Французский   | Голландский | Итальянский | Испанский |
| -------------------- | -------- | ------------- | ----------- | ----------- | --------- |
| Цицеро, Гробе-цицеро | Cicero   | St. Augustine | Augustijn   | Lettura     | Cicero    |

Размеры кегля цицеро в разных типографских системах:
| Система                                | Кегль метрический (в пунктах) | Размер в мм | Кегль системы |
| -------------------------------------- | ----------------------------- | ----------- | ------------- |
| Немецко-французская нормальная система | 12                            | 4,512       | 12            |
| Система Фурнье                         | 11,1                          | 4,512       | 12            |
| Немецкая (лейпцигская) система         | 11,5                          | 4,512       | 6             |
| Английская система Уильяма Каслона     | 11,25                         | 4,512       | 72            |
| Англо-американская пунктовая система   | 11,25                         | 4,21        | 12            |

## Миттель
Ми́ттель (от нем. mittelgross — среднего размера) — типографский шрифт, кегль которого равен 14 пунктам. Шрифты этого кегля в основном используют для набора основного текста учебников для младших классов и детской литературы, а также дипломных работ и диссертаций на соискание учёной степени.

Пример шрифта миттель.
Название кегля на разных языках
| Русский | Немецкий | Французский | Голландский    | Итальянский | Испанский |
| ------- | -------- | ----------- | -------------- | ----------- | --------- |
| Миттель | Mittel   | Gros-Texte  | Dubbel Kolonel | Silvio      | Testo     |

Размеры кегля Миттель в разных типографских системах:
| Система                                | Кегль метрический (в пунктах) | Размер в мм | Кегль системы |
| -------------------------------------- | ----------------------------- | ----------- | ------------- |
| Немецко-французская нормальная система | 14                            | 5,264       | 14            |
| Система Фурнье                         | 12,9                          | ""          | 14            |
| Немецкая (Лейпцигская) система         | 13,4                          | ""          | 7             |
| Английская система Уильяма Каслона     | 12,65                         | ""          | 64            |
| Англо-американская пунктовая система   | 13,13                         | 4,92        | 14            |

## Терция
Те́рция (1/3 квадрата) (от лат. tertia — третья) — типографский шрифт, кегль которого равен 16 пунктам. Применяется для набора заголовков в книгах, журналах и газетах, набора обложек, титульных листов и т. п.

Пример шрифта терция.
Название кегля на разных языках
| Русский | Немецкий         | Французский | Голландский | Итальянский | Испанский            |
| ------- | ---------------- | ----------- | ----------- | ----------- | -------------------- |
| Терция  | Columbian Tertia | ""          | Tekst       | Testo       | Romana (Gran Romain) |

Размеры кегля Терция в разных типографских системах:
| Система                                | Кегль метрический (в пунктах) | Размер в мм | Кегль системы |
| -------------------------------------- | ----------------------------- | ----------- | ------------- |
| Немецко-французская нормальная система | 16                            | 6,016       | 16            |
| Система Фурнье                         | 14,75                         | ""          | 16            |
| Немецкая (Лейпцигская) система         | 15,3                          | ""          | 8             |
| Английская система Уильяма Каслона     | 15,9                          | ""          | 51            |
| Англо-американская пунктовая система   | 15,01                         | 5,62        | 16            |

## Парангон
Паранго́н (двойной боргес; от фр. parangon — образец добродетели, бриллиант чистой воды) — типографский шрифт, кегль которого равен 18 пунктам (~6,77 мм). Используется для заголовков, титульных листов.

Пример шрифта парангон.
Кеглем с высотой приблизительно равной высоте кегля Парангон был набран текст Библии Гутенберга.
Название кегля на разных языках
| Русский  | Немецкий             | Французский  | Голландский   | Итальянский | Испанский      |
| -------- | -------------------- | ------------ | ------------- | ----------- | -------------- |
| Парангон | 1,5 Cicero (Paragon) | Gros-Romaine | Groote Romein | Parangonel  | Petit Paragona |

Размеры кегля Парангон в разных типографских системах:
| Система                                | Кегль метрический (в пунктах) | Размер в мм | Кегль системы |
| -------------------------------------- | ----------------------------- | ----------- | ------------- |
| Немецко-французская нормальная система | 18                            | 6,767       | 18            |
| Система Фурнье                         | 16,6                          | ""          | 18            |
| Немецкая (Лейпцигская) система         | ""                            | ""          | ""            |
| Английская система Уильяма Каслона     | 18,2                          | ""          | 44,5          |
| Англо-американская пунктовая система   | 16,88                         | 6,32        | 18            |

## Текст
Текст (двойной корпус; от лат. textus — ткань, соединение) — типографский шрифт, кегль которого равен 20 пунктам. Применяется для печати книжных изданий для детей младшего возраста согласно ОСТ 29.127-96.
Название кегля на разных языках
| Русский               | Немецкий                      | Французский    | Голландский | Итальянский | Испанский             |
| --------------------- | ----------------------------- | -------------- | ----------- | ----------- | --------------------- |
| Текст, Двойной Корпус | Paragon Text, Textur, Sekunda | Petit-Paragnon | Paragon     | Ascedonica  | Gran Paragona (Misal) |

Размеры кегля в разных типографских системах:
| Система                                | Кегль метрический (в пунктах) | Размер в мм | Кегль системы |
| -------------------------------------- | ----------------------------- | ----------- | ------------- |
| Немецко-французская нормальная система | 20                            | 7,521       | 20            |
| Система Фурнье                         | 18,45                         | 7,521       | 20            |
| Немецкая (лейпцигская) система         | 19,15                         | 7,521       | 10            |
| Английская система Уильяма Каслона     | 19,5                          | 7,521       | 41,5          |
| Англо-американская пунктовая система   | 18,76                         | 7,02        | 20            |

## Двойное цицеро
Двойно́е ци́церо (1/2 квадрата) — типографский шрифт, кегль которого равен 24 пунктам. В 2 раза больше кегля цицеро. Используется для оформления титульных листов, заголовков.

Пример шрифта двойное цицеро.
Название кегля на разных языках
| Русский                     | Немецкий                     | Французский | Голландский | Итальянский | Испанский |
| --------------------------- | ---------------------------- | ----------- | ----------- | ----------- | --------- |
| Двойной Цицеро,1/2 Квадрата | Dopplecicero, Halbkonkordanz | Palestine   | Palestine   | Palestina   | ""        |

Размеры кегля Двойное цицеро в разных типографских системах:
| Система                                | Кегль метрический (в пунктах) | Размер в мм | Кегль системы |
| -------------------------------------- | ----------------------------- | ----------- | ------------- |
| Немецко-французская нормальная система | 24                            | 9,025       | 24            |
| Система Фурнье                         | 22,15                         | ""          | 24            |
| Немецкая (Лейпцигская) система         | 23                            | ""          | 12            |
| Английская система Уильяма Каслона     | 22,59                         | ""          | 36            |
| Англо-американская пунктовая система   | 22,5                          | 8,43        | 24            |

## Двойной миттель
Двойно́й ми́ттель — типографский шрифт, кегль которого равен 28 пунктам. См. миттель. Используется для оформления титульных листов, заголовков.

Пример шрифта двойной миттель.
Название кегля на разных языках
| Русский         | Немецкий     | Французский | Голландский  | Итальянский | Испанский   |
| --------------- | ------------ | ----------- | ------------ | ----------- | ----------- |
| Двойной Миттель | Doppelmittel | Petit-Canon | Kleine Kanon | Canonicino  | Petit Canon |

Размеры кегля Двойной миттель в разных типографских системах:
| Система                                | Кегль метрический (в пунктах) | Размер в мм | Кегль системы |
| -------------------------------------- | ----------------------------- | ----------- | ------------- |
| Немецко-французская нормальная система | 28                            | 10,529      | 28            |
| Система Фурнье                         | 25,8                          | ""          | 28            |
| Немецкая (Лейпцигская) система         | 26,8                          | ""          | 14            |
| Английская система Уильяма Каслона     | 25,3                          | ""          | 32            |
| Англо-американская пунктовая система   | 26,6                          | 9,84        | 28            |

## Малый канон
Ма́лый кано́н — типографский шрифт, кегль которого равен 32 пунктам. Впервые воспроизведён в «Пробной книге всем азбукам» (1748 год).

Пример шрифта малый канон.
Название кегля на разных языках
| Русский     | Немецкий | Французский | Голландский                  | Итальянский | Испанский |
| ----------- | -------- | ----------- | ---------------------------- | ----------- | --------- |
| Малый Канон | Kanon    | Trismegiste | Dubbel groote Romein (Kanon) | ""          | ""        |

Размеры кегля Малый канон в разных типографских системах:
| Система                                | Кегль метрический (в пунктах) | Размер в мм | Кегль системы |
| -------------------------------------- | ----------------------------- | ----------- | ------------- |
| Немецко-французская нормальная система | 36                            | 13,537      | 36            |
| Система Фурнье                         | 33,3                          | ""          | 36            |
| Немецкая (Лейпцигская) система         | 34,5                          | ""          | 18            |
| Английская система Уильяма Каслона     | ""                            | ""          | ""            |
| Англо-американская пунктовая система   | 33,76                         | 12,65       | 36            |

## Крупный канон
Кру́пный кано́н — типографский шрифт, кегль которого равен 40 пунктам.

Пример шрифта крупный канон.

## Квадрат
Квадра́т (от лат. quadratus — четырёхугольный) — одна из основных единиц типографской системы мер (кегль), равная 4 цицеро или 48 пунктам. 1 квадрат равен 18,048 мм. Типографский шрифт этого размера.

Пример шрифта квадрат.

## Реал
Реа́л — типографский шрифт, кегль которого равен 120 пунктам (в системе Дидо 1 пункт составляет 0,3759 мм). Используется при изготовлении афиш и плакатов.

Пример шрифта реал.
Реал — самый большой шрифт, применявшийся в типографиях при наборе. Шрифты большего размера появились лишь с вводом компьютерной вёрстки и печати на принтерах.